# Lelling
Lelling est une commune française située dans le département de la Moselle et le bassin de vie de la Moselle-Est, en région Grand Est.

## Géographie

### Communes limitrophes

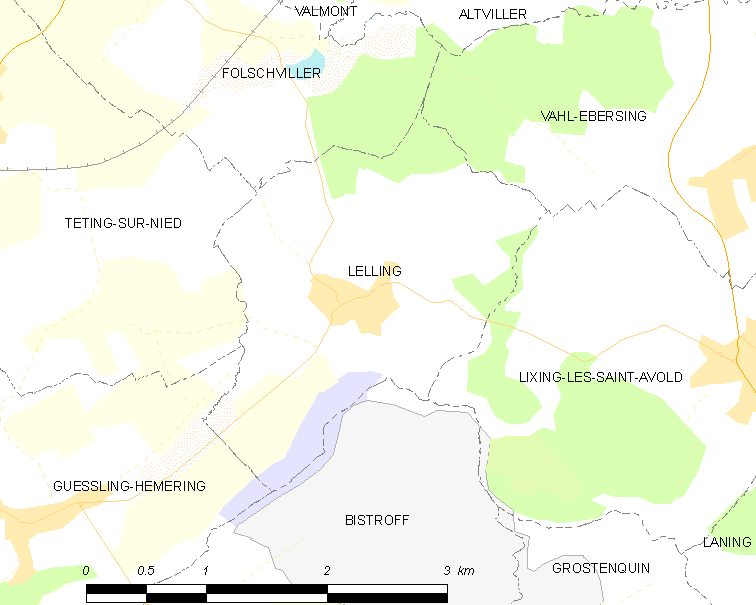
Carte de la commune.

| Folschviller       |          | Vahl-Ebersing          |
| Teting-sur-Nied    | Lelling  |                        |
| Guessling-Hémering | Bistroff | Lixing-lès-Saint-Avold |

### Ecarts et lieux-dits
- L'ancien village de Semmeringen (ou Symeringen), situé au nord-est de la commune, cité en 1368 et 1395 comme village de la vouerie de Hombourg.

### Hydrographie

#### Réseau hydrographique
La commune est située dans le bassin versant du Rhin au sein du bassin Rhin-Meuse. Elle est drainée par le ruisseau du Bischwald et le ruisseau de la Peche.
Le ruisseau du Bischwald, d'une longueur totale de 13 km, prend sa source dans la commune de Grostenquin et se jette  dans la Nied allemande à Teting-sur-Nied, après avoir traversé huit communes.

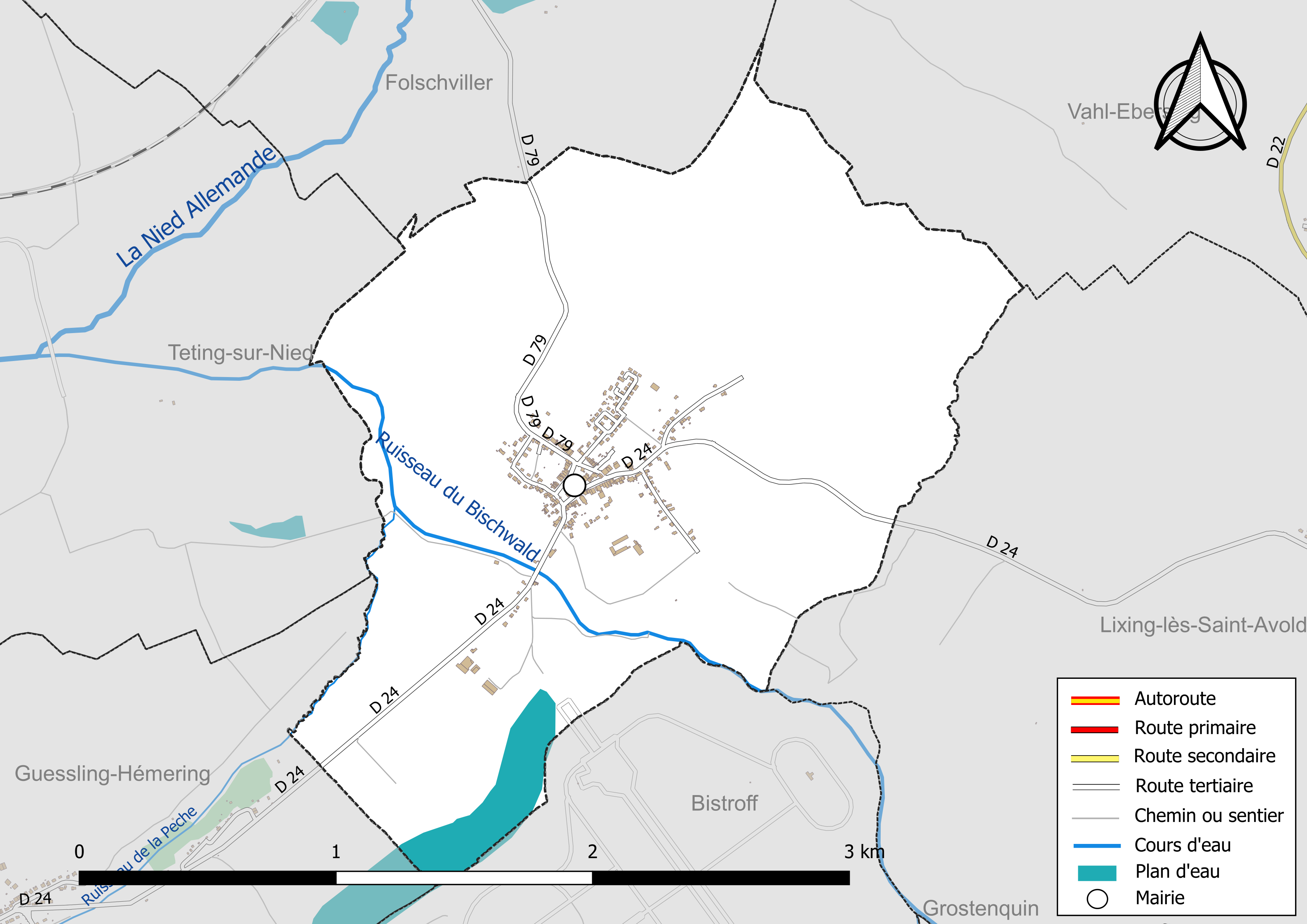
Réseaux hydrographique et routier de Lelling.

#### Gestion et qualité des eaux
Le territoire communal est couvert par le schéma d'aménagement et de gestion des eaux (SAGE) « Bassin Houiller ». Ce document de planification, dont le territoire est approximativement délimité par un triangle formé par les villes de Creutzwald, Faulquemont et Forbach, d'une superficie de 576 km2, a été approuvé le 27 octobre 2017. La structure porteuse de l'élaboration et de la mise en œuvre est la région Grand Est. Il définit sur son territoire les objectifs généraux d’utilisation, de mise en valeur et de protection quantitative et qualitative des ressources en eau superficielle et souterraine, en respect des objectifs de qualité définis dans le SDAGE  du Bassin Rhin-Meuse.
La qualité des eaux des principaux cours d’eau de la commune, notamment du ruisseau du Bischwald, peut être consultée sur un site spécial géré par les agences de l’eau et l’Agence française pour la biodiversité. 

### Climat
Pour des articles plus généraux, voir Climat du Grand Est et Climat de la Moselle.
En 2010, le climat de la commune est de type climat des marges montargnardes, selon une étude du Centre national de la recherche scientifique s'appuyant sur une série de données couvrant la période 1971-2000. En 2020, Météo-France publie une typologie des climats de la France métropolitaine dans laquelle la commune est exposée à un climat semi-continental et est dans la région climatique  Lorraine, plateau de Langres, Morvan, caractérisée par un hiver rude (1,5 °C), des vents modérés et des brouillards fréquents en automne et hiver. 
Pour la période 1971-2000, la température annuelle moyenne est de 9,8 °C, avec une amplitude thermique annuelle de 16,9 °C. Le cumul annuel moyen de précipitations est de 849 mm, avec 11,6 jours de précipitations en janvier et 9,3 jours en juillet. Pour la période 1991-2020, la température moyenne annuelle observée sur la station météorologique de Météo-France la plus proche, « Seingbouse », sur la commune de Seingbouse à 12 km à vol d'oiseau, est de 10,5 °C et le cumul annuel moyen de précipitations est de 731,4 mm. 
La température maximale relevée sur cette station est de 37,9 °C, atteinte le 25 juillet 2019 ; la température minimale est de −17 °C, atteinte le 20 décembre 2009,,. 
Les paramètres climatiques de la commune ont été estimés pour le milieu du siècle (2041-2070) selon différents scénarios d'émission de gaz à effet de serre à partir des nouvelles projections climatiques de référence DRIAS-2020. Ils sont consultables sur un site spécial publié par Météo-France en novembre 2022.

## Urbanisme

### Typologie
Au 1er janvier 2024, Lelling est catégorisée commune rurale à habitat dispersé, selon la nouvelle grille communale de densité à sept niveaux définie par l'Insee en 2022.
Elle est située hors unité urbaine. Par ailleurs la commune fait partie de l'aire d'attraction de Saint-Avold (partie française), dont elle est une commune de la couronne,. Cette aire, qui regroupe 28 communes, est catégorisée dans les aires de moins de 50 000 habitants,.

### Occupation des sols
L'occupation des sols de la commune, telle qu'elle ressort de la base de données européenne d’occupation biophysique des sols Corine Land Cover (CLC), est marquée par l'importance des territoires agricoles (75,7 % en 2018), en diminution par rapport à 1990 (76,8 %). La répartition détaillée en 2018 est la suivante : 
terres arables (53,1 %), prairies (21,7 %), forêts (11,7 %), zones urbanisées (6,4 %), zones humides intérieures (6,2 %), zones agricoles hétérogènes (0,9 %). L'évolution de l’occupation des sols de la commune et de ses infrastructures peut être observée sur les différentes représentations cartographiques du territoire : la carte de Cassini (XVIIIe siècle), la carte d'état-major (1820-1866) et les cartes ou photos aériennes de l'IGN pour la période actuelle (1950 à aujourd'hui).

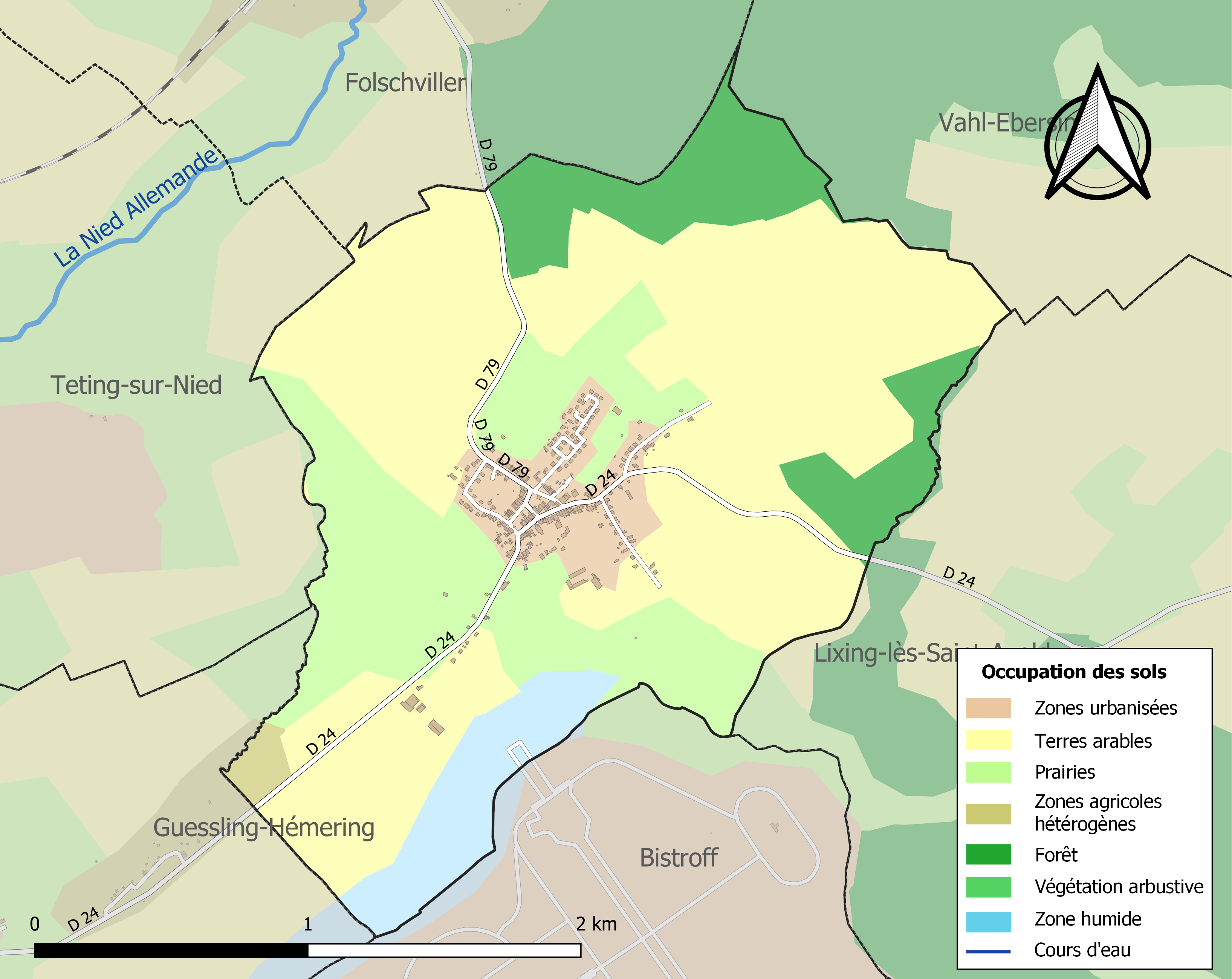
Carte des infrastructures et de l'occupation des sols de la commune en 2018 (CLC).

## Toponymie
- Lellinga (1275), Lellinghen (1454), Lellyngen (1485), Laling (1544), Lellingen (1561), Lellelingue (1682), Lelling (1688), Letting (1801).
- En allemand : Lellingen[16].

### Sobriquet
Surnom à propos des habitants : Die Rohrhinkel (les poules d’eau). Variante : Die rohrspatzen.

## Histoire
- Dépendait des anciennes provinces de Lorraine, des Trois-Évêchés et d'Empire (comté de Créhange). Le village appartient, au XVIIIe siècle, à un quart environ au comté de Créhange, et fait partie de la mairie de Téting ("mayerei Tettingen") avec la partie Empire de Folschviller et Métring.
- Lelling dépend de la paroisse de Téting sous l'Ancien Régime. En 1731, un vicariat y est érgié. Durant le XVIIIe siècle, la modeste chapelle est progressivement transformée en église. L'église-chapelle est érigée succursale en 1807, faisant alors de Lelling une paroisse à part entière[18].

## Politique et administration
En plus du conseil municipal classique, la commune de Lelling dispose également d'un Conseil municipal des jeunes (CMJ) dont l'actuelle maire est Charline Olexa (depuis 2012).
| Période                                  | Période   | Identité          | Étiquette | Qualité    |
| ---------------------------------------- | --------- | ----------------- | --------- | ---------- |
| mars 1983                                | mars 1995 | Louis Schmitt     |           |            |
| mars 1995                                | mars 2001 | Jean Appel        |           |            |
| mars 2001                                | mars 2014 | Jean-Paul Schmitt |           |            |
| mars 2014                                | mai 2020  | Octave Matz       |           | Apiculteur |
| mai 2020                                 | En cours  | René Kapfer       |           |            |
| Les données manquantes sont à compléter. |           |                   |           |            |

## Démographie
L'évolution du nombre d'habitants est connue à travers les recensements de la population effectués dans la commune depuis 1793. Pour les communes de moins de 10 000 habitants, une enquête de recensement portant sur toute la population est réalisée tous les cinq ans, les populations de référence des années intermédiaires étant quant à elles estimées par interpolation ou extrapolation. Pour la commune, le premier recensement exhaustif entrant dans le cadre du nouveau dispositif a été réalisé en 2004.

En 2022, la commune comptait 460 habitants, en évolution de −2,75 % par rapport à 2016 (Moselle : +0,52 %, France hors Mayotte : +2,11 %).
| 1793 | 1800 | 1806 | 1821 | 1836 | 1841 | 1861 | 1866 | 1871 |
| ---- | ---- | ---- | ---- | ---- | ---- | ---- | ---- | ---- |
| 378  | 364  | 400  | 435  | 482  | 492  | 475  | 463  | 436  |

| 1875 | 1880 | 1885 | 1890 | 1895 | 1900 | 1905 | 1910 | 1921 |
| ---- | ---- | ---- | ---- | ---- | ---- | ---- | ---- | ---- |
| 375  | 394  | 375  | 377  | 377  | 328  | 317  | 338  | 275  |

| 1926 | 1931 | 1936 | 1946 | 1954 | 1962 | 1968 | 1975 | 1982 |
| ---- | ---- | ---- | ---- | ---- | ---- | ---- | ---- | ---- |
| 279  | 272  | 278  | 259  | 265  | 380  | 354  | 383  | 375  |

| 1990 | 1999 | 2004 | 2006 | 2009 | 2014 | 2019 | 2022 | - |
| ---- | ---- | ---- | ---- | ---- | ---- | ---- | ---- | - |
| 395  | 392  | 444  | 458  | 487  | 480  | 471  | 460  | - |

## Culture locale et patrimoine

### Lieux et monuments

#### Édifice religieux
- Églises Saint-Étienne néo-gothique 1857 à clocher moderne.
- Calvaire de 1840.
- Grotte aménagée en l'honneur de la Vierge (après 1945).

### Personnalités liées à la commune
- Victor Demange, fondateur du Républicain lorrain.

### Héraldique
| Blason de Lelling | Blason  | D'argent à la fasce de gueules, chargée de deux cailloux d'or, à la crosse d'azur brochant sur le tout. |
| Blason de Lelling | Détails | Le statut officiel du blason reste à déterminer.                                                        |